# ایستگاه لنزداون (اسکای‌ترین)
ایستگاه لنزداون (انگلیسی: Lansdowne station) یک ایستگاه مرتفع در خط کانادا مترو ونکوور اسکای‌ترین (ونکوور) سیستم حمل و نقل سریع مترو است است که در ریچموند، بریتیش کلمبیا، کانادا واقع شده‌است.